# Кастельмору
Кастельмору́ (фр. Castelmaurou, окс. Castèlmauron) — коммуна во Франции, находится в регионе Юг — Пиренеи. Департамент — Верхняя Гаронна. Входит в состав кантона Тулуза-15. Округ коммуны — Тулуза.
Код INSEE коммуны — 31117.

## География
Коммуна расположена приблизительно в 580 км к югу от Парижа, в 11 км к северо-востоку от Тулузы.
На северо-востоке коммуны протекает река Жиру.

## Климат
Климат умеренно-океанический. Зима мягкая и снежная, весна характеризуется сильными дождями и грозами, лето сухое и жаркое, осень солнечная. Преобладают сильные юго-восточные и северо-западные ветры.

## Население
Население коммуны на 2010 год составляло 3751 человек.
| 1962 | 1968 | 1975 | 1982 | 1990 | 1999 | 2010 |
| ---- | ---- | ---- | ---- | ---- | ---- | ---- |
| 809  | 918  | 1458 | 1611 | 2849 | 3257 | 3751 |

## Администрация
| Период | Период | Фамилия          | Партия        | Примечания |
| ------ | ------ | ---------------- | ------------- | ---------- |
| 1977   | 2001   | Люсьен-Поль Пуже | беспартийный  |            |
| 2001   | 2008   | Клод Жьюсти      | беспартийный  |            |
| 2008   | 2020   | Магали Миртен    | Разные правые |            |

## Экономика
В 2010 году среди 2452 человек трудоспособного возраста (15—64 лет) 1810 были экономически активными, 642 — неактивными (показатель активности — 73,8 %, в 1999 году было 70,1 %). Из 1810 активных жителей работали 1660 человек (840 мужчин и 820 женщин), безработных было 150 (70 мужчин и 80 женщин). Среди 642 неактивных 227 человек были учениками или студентами, 258 — пенсионерами, 157 были неактивными по другим причинам.

## Достопримечательности
- Церковь Св. Фе (1832 год)